# Angelo Nardi

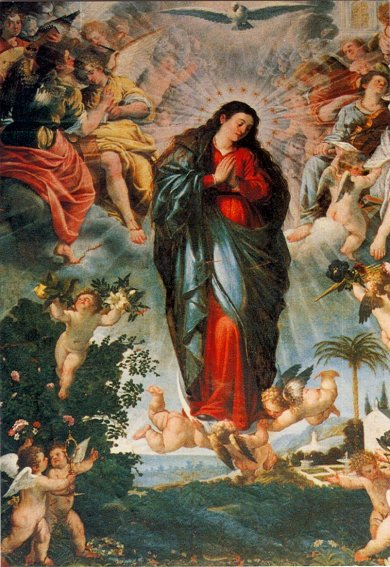
Inmaculada Concepción, en el Convento de las Bernardas (Alcalá de Henares).

Angelo Nardi (Casa Razzo, Vaglia di Mugello, 19 de febrero de 1584-Madrid, 1664), pintor italiano que realizó buena parte de su obra en España.

## Biografía
Nació en una noble familia florentina, desposeída de sus bienes y desterrada por los Medicis de la capital toscana. Probablemente se formó en el círculo de pintores que incluía a Ludovico Cigoli, Domenico Passignano y Gregorio Pagani, el más cercano al espíritu contrarreformista.
Hacia 1600-1607 residió en Venecia. En esta última fecha Nardi estaba en Madrid. En 1615 ya le fueron encargadas una serie de pinturas con motivo de la Recepción de las princesas de Francia y España en Irún (destruidas en el incendio del Alcázar de Madrid en 1734).
Entre 1619-20 realizó una serie de obras para el Convento de las Bernardas de Alcalá de Henares, fundado por el poderoso cardenal Bernardo de Sandoval y Rojas, arzobispo de Toledo. En estos cuadros podemos observar que Nardi ya ha llegado a su madurez artística. Sus figuras son monumentales, mezclando su formación toscana manierista con influencias de la Escuela veneciana. El fuerte naturalismo en los rostros de sus personajes y su uso atrevido de los juegos de luz podría revelar un conocimiento de la obra de Caravaggio y sus seguidores.
Al mismo tiempo y por razones que se desconocen se documenta a Nardi trabajando como oficial en el taller de Marcos de Aguilera, pintor que debió de ser famoso en su época, pero del que han llegado escasas noticias y son pocas las obras localizadas. Aguilera murió el mismo año 1620 en que Nardi concluyó el trabajo de las Bernardas, quedando el italiano al frente del taller, casándose en 1623 con la hija del difunto, niña de trece años. Tal matrimonio, realizado por motivos de conveniencia, resultó un fracaso absoluto. Nardi obtuvo la anulación en 1625. Sin embargo tuvo que afrontar un pleito interpuesto por Lorenzo de Aguilera, el hijo de Marcos, que ganó Angelo gracias al testimonio unánime de muchos de sus colegas, entre ellos Vicente Carducho y Eugenio Cajés, con los que mantenía excelentes relaciones.
Esta etapa difícil de su vida finalizó cuando obtuvo el puesto de Pintor del Rey (1625), aunque sin derecho a sueldo. A la muerte de Bartolomé González se produjo una vacante como pintor de cámara, que Nardi obtuvo a pesar de que los aspirantes fueron muchos (1631). Por las mismas fechas Velázquez llegaba a Madrid y obtenía un puesto similar en la corte. Los dos pintores cultivaron una sólida amistad a través de los años. El carácter agradable, discreto y honrado de ambos fue un factor importante para ello. Prueba de la buena relación es el hecho de que Nardi declarara a favor del pintor sevillano en el proceso para su nombramiento como Caballero de la Orden de Santiago (1658).
En 1627 participó en el concurso público organizado para la realización del lienzo sobre la Expulsión de los Moriscos. Ganó Velázquez, que realizó una obra que fue muy celebrada en su tiempo, tristemente desaparecida en el incendio del alcázar.
Una vez estabilizada su situación económica, Nardi pudo dedicarse a su oficio con tranquilidad. Realizó grandes series de lienzos para comunidades religiosas como las Bernardas de Jaén o los Jesuitas de Alcalá.
Hacia la década de 1630 intenta asimilar algo del estilo barroco ya imperante, que había superado su manierismo ya pasado de moda en aquel momento. Sus composiciones se hacen más dinámicas, aunque pierden en solemnidad, con figuras de gestos algo forzados. Posteriormente su arte se anquilosa, incapaz de asimilar los nuevos tiempos. Aunque intenta utilizar el colorido veneciano en algunas ocasiones, la mayoría de las veces predominan los colores terrosos y opacos.
Nardi gozó de la estima de sus colegas, por su carácter benigno y afable, y además, por haber conseguido de la Corte la exención de la alcabala que hasta entonces los pintores tenían que pagar.

## Obras destacadas
- Entrega de las infantas de Francia y España en Irún (1615, antes en el Alcázar de Madrid, destruida en 1734)

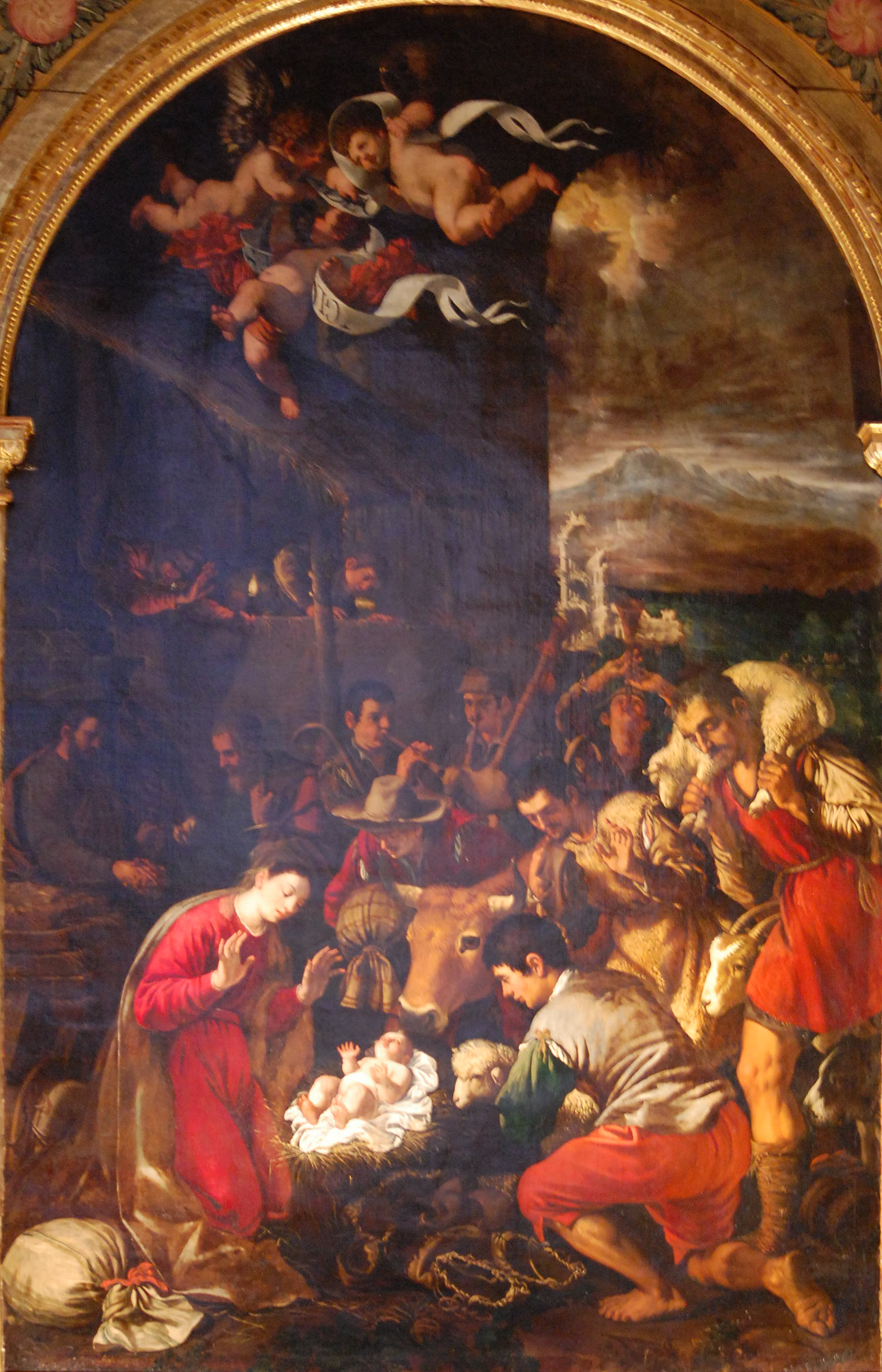
Adoración de los pastores (1620) en el Convento de las Bernardas (Alcalá de Henares).

- Decoración del Convento de las Bernardas (1619-20, Alcalá de Henares)
  - Lapidación de San Esteban
  - Martirio de San Lorenzo
  - Desposorios de la Virgen
  - Inmaculada Concepción
  - Adoración de los Pastores
  - Adoración de los Reyes
  - Resurrección
  - Ascensión del Señor
  - Circuncisión de Jesús
  - Ascensión de la Virgen
- Decoración de la iglesia de los Jesuitas (1625, Alcalá de Henares), obras perdidas
  - Nacimiento de Cristo
  - Circuncisión
  - Epifanía
  - Presentación en el Templo
  - Calvario
- Crucifixión (Carmelitas, Alcalá de Henares)
- Escenas de la Vida de Santa Teresa de Jesús (Carmelitas, Alcalá de Henares)
  - Santa Teresa contemplando a la Santísima Trinidad
  - Toma del hábito de Santa Teresa y novicias de la Encarnación
  - Santa Teresa escribiendo,
  - Santa Teresa azotándose contemplando un Ecce Homo
  - Santa Teresa recibiendo el dardo de oro
  - Santa contemplando un Ecce Homo
- Decoraciones al fresco de la Capilla de la Concepción, La Guardia (c. 1630)
- Decoración del Convento de "Las Bernardas" de Jaén (1634)
- Noli me tangere (1639, Getafe)
- Escenas de la Vida de la Magdalena (1639, Archivo de Alcalá de Henares)
- Ángeles con San Diego de Alcalá (1640, Archivo de Alcalá de Henares)
- Refacción milagrosa de San Diego de Alcalá (1640, destruido en 1942)
- San Jerónimo (Museo Balaguer, Vilanova i la Geltrú)
- San José con el Niño y san Juanito (Museo del Prado, en dep. en el Museo Provincial de Huesca)
- Presentación de Jesús en el Templo (Museo del Prado, en dep. en el Museo Provincial de Huesca)
- Retablo de las Claras (1647, Alcalá de Henares)
- Adoración de los Pastores (1650, Colección particular)